# Battle Hymns Tour 2011
Il Battle Hymns Tour 2011 è il tour della band heavy metal Manowar effettuato nel 2011.

## Notizie generali
Il tour è stato organizzato per celebrare la riregistrazione dell'album Battle Hymns, durante tutte le esibizioni la band ha eseguito per intero detto album oltre ad altri estratti da tutta la discografia.
Il tour si svolse in due parti: la prima nell'inverno del 2011, comprendente 3 date negli Stati Uniti e 11 in Europa mentre la seconda parte, svolta nell'Autunno successivo, con 6 esibizioni in Gran Bretagna e Irlanda

## Formazione
- Eric Adams - voce
- Joey DeMaio - basso
- Karl Logan - chitarra
- Donnie Hamzik - batteria

## Date e tappe
|                  |                            |                  |                        |  |  |  |
| 5 marzo 2011     | Worcester (Massachusetts), | USA              | The Palladium          |  |  |  |
| 11 marzo 2011    | Cleveland, Ohio            | USA              | The Cleveland Agora    |  |  |  |
| 12 marzo 2011    | Cleveland, Ohio            | USA              | The Cleveland Agora    |  |  |  |
| 17 marzo 2011    | Salonicco                  | Grecia           | Principal Club Theater |  |  |  |
| 18 marzo 2011    | Salonicco                  | Grecia           | Principal Club Theater |  |  |  |
| 19 marzo 2011    | Salonicco                  | Grecia           | Principal Club Theater |  |  |  |
| 25 marzo 2011    | Basilea                    | Svizzera         | St. Jakobshalle        |  |  |  |
| 27 marzo 2011    | Birmingham                 | Inghilterra      | O2 Academy Birmingham  |  |  |  |
| 29 marzo 2011    | Göteborg                   | Svezia           | Trädgårn               |  |  |  |
| 30 marzo 2011    | Göteborg                   | Svezia           | Trädgårn               |  |  |  |
| 31 marzo 2011    | Göteborg                   | Svezia           | Trädgårn               |  |  |  |
| 2 aprile 2011    | Lisbona                    | Portogallo       | Campo Pequeno          |  |  |  |
| 8 aprile 2011    | Kerkrade                   | Paesi Bassi      | Rodahal                |  |  |  |
| 1º maggio 2011   | Madrid                     | Spagna           | La Riviera             |  |  |  |
| 1º novembre 2011 | Glasgow                    | Scozia           | O2 Academy             |  |  |  |
| 4 novembre 2011  | Leeds                      | Inghilterra      | O2 Academy             |  |  |  |
| 5 novembre 2011  | Londra                     | Inghilterra      | O2 Academy Brixton     |  |  |  |
| 6 novembre 2011  | Cardiff                    | Galles           | Great Hall             |  |  |  |
| 9 novembre 2011  | Dublino                    | Irlanda          | Dublin Academy         |  |  |  |
| 10 novembre 2011 | Belfast                    | Irlanda del Nord | Mandela Hall           |  |  |  |